# Église Saint-Jean-sur-Renelle
Pour les articles homonymes, voir Église Saint-Jean.
L’église Saint-Jean-sur-Renelle est une église paroissiale disparue de Rouen. Elle était dédiée à saint Jean.

## Historique
D’abord appelée Saint-Jean-des-Prés, elle a pris ensuite celui de Saint-Jean-de-Renelle, car le cours d’eau de la Renelle passait à son pied.
À l’origine, c’était une chapelle située au milieu des prés, construite sur les ruines d’une grande villa gallo-romaine. Le prieuré Saint-Lô a cédé la terre sur laquelle elle est bâtie, ce qui lui a donné le droit de présentation à la cure. Elle existait avant 1100. La paroisse Saint-Jean était une des plus importantes et des plus riches de la ville de Rouen.
En 1323, un hôpital est fondé à la paroisse, par Gilles Gaalon, son frère Pierre et sa femme Pétronille.
L’église accueillit à partir de 1486 un Puy, en l’honneur de l’Immaculée Conception de la Vierge.
L’église est rebâtie à la fin du XVe siècle, début XVIe siècle. La particularité de cette église consiste en ce qu’elle est la seule église de Rouen, selon Farin, à être à doubles-collatéraux, autrement dit à cinq nefs. 
Elle était longue de sept travées.
La construction de la tour est commencée en 1617. L'église ne comportait pas de transept.
En 1630, un marché est signé avec Jacques Gravois pour surmonter la tour d’un nouveau beffroi. En 1694, la vétusté de la flèche appelle sa démolition.
En 1791, l’église reste ouverte au culte, grâce à ses vastes dimensions. En novembre 1793, elle ferme comme toutes les paroisses de Rouen, pour rouvrir en 1795. Pendant ce temps, elle a servi de magasin. 
Elle est vendue, comme bien national, le 9 messidor an IV pour 75 000 francs à Jean-Jacques Quesnay-Moulin. C’est la seule des églises paroissiales conservées en 1791 qui ait été vendue au cours de la Révolution. Elle est alors désaffectée.
La démolition de l’église commence dans les années 1816-1817, au début de la Restauration. Les ultimes vestiges disparaissent lors du percement de la rue de l’Impératrice (actuelle rue Jeanne-d’Arc).